# La Loma y las Villas
La comarca histórica de la Loma y las Villas se encuentra en el centro de la provincia de Jaén. También es comarca natural a modo de meseta interfluvial, al estar perfectamente delimitada por los valles de dos ríos: al norte el Guadalimar y al sur el Guadalquivir. 
Actualmente no es una comarca oficial ya que desde el 27 de marzo de 2003 de acuerdo con el catálogo elaborado por la Consejería de Turismo y Deporte de la Junta de Andalucía, se modifican las comarcas de Jaén quedando dividida en dos comarcas: La Loma, propiamente dicha, y Las Villas —Villacarrillo, Villanueva del Arzobispo, Iznatoraf y Sorihuela del Guadalimar—. A su vez podemos distinguir La Loma Oriental, —Baeza y su entorno de pueblos— y La Loma Occidental, —Úbeda y su entorno respectivo—. Limita, al sur, con la comarca de Sierra Mágina, al este, con la comarca de Sierra de Cazorla, al norte, con El Condado, y al oeste con la comarca de Sierra Morena y la comarca de Jaén. Cuenta con una población cercana a los 100 000 habitantes. Su capital histórica está en Úbeda, cuenta con tierras de gran fertilidad, por lo que la actividad económica principal de la comarca es la derivada de la agricultura y, en concreto, del cultivo de olivar, aunque el turismo —tanto natural como cultural— alcanza importancia en la sierra de Las Villas, en Úbeda y en Baeza, especialmente en estas dos ciudades renacentistas, catalogadas como Patrimonio Cultural de la Humanidad por la Unesco.
El grueso del territorio es campiña olivarera que alterna con pequeñas áreas dedicadas a cultivos herbáceos y con las vegas de los ríos Guadalquivir y Guadalimar, en las que destacan muy especialmente los cultivos industriales de regadío.